# Wilhelm Lemm
Wilhelm Karl Friedrich Lemm (* 17. Mai 1895 in Hagenow; † 2. Mai 1945 in Schwerin) war ein deutscher Politiker der NSDAP. Er war nach der Bildung des Stadtkreises Güstrow von 1935 bis 1945 Oberbürgermeister der Stadt Güstrow im Land Mecklenburg.

## Leben
Lemms Vater war Bremser und später Lokomotivführer. Nach dem Schulbesuch nahm Wilhelm Lemm eine Lehre zum Gärtner auf. Nach Ausbruch des Ersten Weltkrieges erfolgte seine Einberufung zum Kriegsdienst. Nach seiner Rückkehr machte er sich in Güstrow selbstständig. Für die Deutsch-Völkische Freiheitsbewegung wurde er 1925 in den Stadtrat von Güstrow gewählt. Zum 4. Mai 1927 wechselte er zur NSDAP (Mitgliedsnummer 62.791). 1929 kandidierte Lemm erfolglos für die NSDAP bei den Landtagswahlen in Mecklenburg-Schwerin, 1932 wurde er in den Landtag gewählt.
Nach der „Machtergreifung“ der Nationalsozialisten wurde Lamm zunächst Ratshilfsarbeiter und zwei Monate später für die NSDAP Stadtrat in Güstrow. Gleichzeitig war er Kreisleiter der NSDAP. Am 27. Dezember 1934 wurde er zum  stellvertretenden Bürgermeister und am 1. Mai 1935 zum Oberbürgermeister von Güstrow ernannt. Er blieb bis zum Kriegsende im Amt. Lemm setzte sich für die Umgestaltung der Gertrudenkapelle in eine nationalsozialistische Ahnenhalle ein. Die 1937 eingeweihte Halle sollte, so Lemm, „ein Denkmal der völkischen Idee“ sein.
In der Nacht zum 2. Mai 1945 floh Lemm mit seiner Frau aus Güstrow, in Schwerin erschoss er sich und seine Frau.
Während seiner Amtszeit wurden die jüdischen Bewohner Güstrows verfolgt. Während der Novemberpogrome 1938 wurden 14 Juden verhaftet, am 10. Juli 1942 wurden weitere Gemeindemitglieder verhaftet und ins KZ Auschwitz deportiert; ältere Jüdinnen wurden ins KZ Theresienstadt deportiert und kamen dort ums Leben. Nur wenigen Juden aus Güstrow gelang die Emigration nach Shanghai, Australien, in die USA, nach Chile und Palästina.
Der jüdische Friedhof im Stadtteil Dettmannsdorf wurde 1938 verwüstet und die Friedhofshalle in Brand gesetzt. Während des Zweiten Weltkrieges mussten mehrere hundert Frauen und Männer aus den von Deutschland besetzten Ländern in den Rüstungsbetrieben der Stadt Zwangsarbeit verrichten.

## Schriften (Auswahl)
- Güstrow – Stadtplanung und -gestaltung. In:  Mecklenburgische Monatshefte 12 (1936), S. 276–279 (Digitalisat)
- Friedhofsgestaltung im Zeichen der Volksgemeinschaft. In: Der Hoheitsträger, 1938, Heft XI, S. 15–16.